# Блестящ кветзал
Блестящият кветзал (Pharomachrus mocinno) е птица с ярко оперение от семейство Трогонови (Trogonidae). Живее в Централна Америка (от Панама до южните части на Мексико) и се храни с плодове и дребни земноводни.
В Гватемала е приет за национален символ, на него е кръстена и националната валута.
Името му произлиза от ацтекския диалект нахуатъл и означава „дълго перо“. В научното название на птицата думата Pharomachrus идва от гръцки и ще рече „с дълъг плащ“, а mocinno е букв. „на Мосиньо“ (по името на биолога Хосе Мариано Мосиньо).
Кветзалът играе значителна роля в централноамериканските митологии и е смятан за свещен. Свързва се с имената на легендарния герой Текун Уман и Кетцалкоатъл, пернатата змия.